# Верёвкин (Волгоградская область)
Верёвкин — упразднённый хутор в Жирновском районе Волгоградской области России. Входил в состав Тетеревятского сельского поселения. Исключен из учётных данных в 2005 году.

## География
Располагался в истоке реки Бурлук (откуда и одно из изначальных названий Бурлуцкие вершины), на расстоянии примерно в 3 км к югу от села Тетеревятка.

## История
По некоторым сведениям был основан во 2-й половине XVIII века беглыми крестьянами из Ардатовского уезда Нижегородской губернии. Позже на хуторе поселился откупившейся богатый крестьянин Верёвкин из Нижней Добринки, по фамилии которого и хутор получил название. Хутор входил в состав Верхне-Добринской волости Камышенского уезда Саратовской губернии, куда входил до конца 1920-х годов.
В конце 1928 году вошёл в состав вновь образованного Красноярского района Камышинского округа Нижне-Волжского края. В конце 1928 года Веревкинский сельсовет был объединен с Тетеревятским. В 1930 году округа были ликвидированы. 10 января 1934 года край был разделён на Саратовский и Сталинградский края, населённый пункт вошёл в состав последнего. В начале 1935 года Красноярский район был ликвидирован, Тетеревятский сельсовет с хутором Веревкин вошёл в состав вновь образованного Неткачевского района.
5 декабря 1936 года Сталинградский край был преобразован в Сталинградскую область, в состав которой вошёл и Неткачевский район. В 1955 году Неткачевский район был ликвидирован, а сельсоветы включены в состав Молотовского района. В 1957 году Молотовский район переименован в Красноярский.
В 1963 году Красноярский район был ликвидирован, часть территории вошла в состав Жирновского района.
Постановлением Волгоградской облдумы от 10 ноября 2005 года № 17/494 хутор Веревкин исключен из учётных данных.

## Население
| год     | 1858 | 1862 | 1886 | 1894 | 2002 |
| ------- | ---- | ---- | ---- | ---- | ---- |
| человек | 314  | 481  | 433  | 415  | 0    |